# Sous-région de Loviisa
La sous-région de Loviisa (finnois : Loviisan seutukunta) est une sous-région de l'Uusimaa en Finlande. 
Au niveau 1 (LAU 1) des unités administratives locales définies par l'Union européenne elle porte le numéro 202.

## Municipalités
La sous-région de Loviisa est composé des municipalités suivantes :
| Blason              | Municipalité              |
| ------------------- | ------------------------- |
| Lapinjärven vaakuna | Lapinjärvi (municipalité) |
| Loviisan vaakuna    | Loviisa (ville)           |

## Population
Depuis 1980, l'évolution démographique de la sous-région de Loviisa est la suivante:
| Année      | 1980   | 1985   | 1990   | 1995   | 2000   | 2005   | 2010   |
| ---------- | ------ | ------ | ------ | ------ | ------ | ------ | ------ |
| population | 21 201 | 20 511 | 20 276 | 19 486 | 18 844 | 18 620 | 18 467 |

## Politique
Les résultats de l'élection présidentielle finlandaise de 2018 sont:
- Sauli Niinistö   66.8%
- Pekka Haavisto   10.3%
- Laura Huhtasaari  5.4%
- Nils Torvalds     5.4%
- Paavo Väyrynen    4.8%
- Tuula Haatainen   3.5%
- Merja Kyllönen    1.9%
- Matti Vanhanen    1.9%